# Edificio La Unión y el Fénix (Huelva)
El edificio La Unión y el Fénix Español, destinado a ser la sede onubense de la antigua compañía de seguros La Unión y el Fénix, es un edificio histórico situado la ciudad española de Huelva. Se encuentra ubicado en el cruce de las calles Plus Ultra y José Nogales, en pleno centro urbano. 

## Características
Es una obra del arquitecto Fernando Cánovas del Castillo, quien también dirigió las obras. El proyecto data del año 1947. La composición de sus altas fachadas y el remate de la cúpula coronado por una escultura de Ganimedes a lomos de Zeus encarnado en águila, símbolo de la compañía que dio origen al edificio, le confieren una fuerte presencia urbana. La composición de sus fachadas se basa en el concepto clásico de dotar al edificio de un zócalo que soporta un cuerpo principal.
En la actualidad el edificio acoge oficinas de la Gerencia Municipal de Urbanismo.